# Adriana Nano
Adriana Nano (Buenos Aires, 18 de septiembre de 1955) es una cantante, autora y compositora argentina de género popular. Sus discos fueron nominados al Grammy Latino como mejor disco de tango en 2003 y 2005, y a Premios Gardel en 2006, 2007 y 2009.

## Trayectoria
Adriana Nano es una artista y arquitecta argentina. Estudió canto con los profesores Helga Epstein, Sergio Tulián y Noemí Souza, así como instrumentos de viento y guitarra. Realizó estudios de alto perfeccionamiento musical en la Academia Musicale Chigiana de Siena, Italia, bajo la dirección del Maestro Giorgio Favaretto.
Su carrera como solista la ha llevado a actuar en conciertos de grupos camarísticos y corales de repertorio clásico. Además de su dedicación a la música, Adriana se graduó como arquitecta y ha desarrollado ambas profesiones de manera simultánea.
Durante 15 años, formó parte del grupo vocal e instrumental "La Esquinita del Sol", especializándose en repertorio nacional y latinoamericano. Con este grupo, participó en diversos festivales, obteniendo importantes premios y distinciones.
Además, Adriana Nano ha actuado en numerosos festivales, entre ellos el Festival de Tango de la Ciudad de Buenos Aires,así como festivales internacionales en Granada, Chiclana de la Frontera, entre otros. Ha ofrecido su arte en diversos teatros y espacios de Buenos Aires, el interior del país y el exterior, realizando giras en Singapur, China, Francia, España, Alemania, Italia, Guatemala, Chile, Paraguay, Estados Unidos, Japón y Ucrania.

## Discografía
- "Alguien". Año 1998
- "Tangos... Para partir siempre" (Epsa Music). Año 1999 [31]
- "Adriana Nano y Los Bandoneones de Buenos Aires" (EMI Music). Año 2002.[32][33]
- "Buenos Aires, Viaje" (EMI Music / Maizal Ediciones). Año 2005 [34]
- "Presencia" (EMI Music). Año 2006 [35]
- "Cebolla en Aceite" (EMI Music). Año 2015 [13]
- "Casualidades" (Emi Music) [36]
- "Bosque" (S-Music)
- "Diciembre". Año 2019
- “Plantación” y “Pantaleón” Año 2020
- "Vivo en Casa" Año 2023 [37][38][39]

## Premios y nominaciones
| Año  | Trabajo nominado                               | Premio         | Categoría                             | Resultado |
| ---- | ---------------------------------------------- | -------------- | ------------------------------------- | --------- |
| 2003 | Adriana Nano y Los Bandoneones de Buenos Aires | GRAMMY Latino  | Mejor Álbum Tango                     | Nominado  |
| 2005 | Buenos Aires, Viaje                            | GRAMMY Latino  | Mejor Álbum Tango                     | Nominado  |
| 2006 | Bosque                                         | Premios Gardel | Mejor Álbum Artista Femenina de Tango | Nominado  |
| 2007 | Presencia (tributo a Oscar Cardozo Ocampo)     | Premios Gardel | Mejor Álbum Artista Femenina de Tango | Nominado  |
| 2009 | Cebolla en aceite                              | Premios Gardel | Mejor Álbum Artista Femenina de Tango | Nominado  |